# Lesno Brdo, Vrhnika
Lesno Brdo je naselje v Občini Vrhnika. Drugi del naselja spada v občino Horjul. Lesno Brdo je poznano predvsem po kamnolomih. Opuščeni Kuclerjev kamnolom, kamnolom rjavega apnenca je zaščiten, manj znano je, da so dobro vidni kraški pojavi v njem. Rdeči kamnolom, ki ga izkorišča družba Mineral d. d. je svetovno poznan in daje izjemen kamen.